# Horst Jäger (Politiker, 1940)

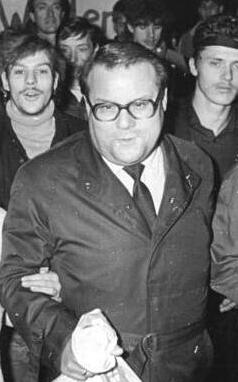
Horst Jäger an der Spitze eines Demonstrationszuges am 9. November 1989

Horst Jäger (* 23. August 1940 in Eisenach) war Politiker (SED) und von 1988 bis 1990 Oberbürgermeister der Stadt Gera.

## Leben
Nach einer Lehre zum Industriekaufmann und danach erworbenen Abitur schloss er 1960 sein Studium zum Diplomkaufmann an der Handelshochschule in Leipzig ab und begann anschließend ein Lehrerstudium am Pädagogischen Institut in Erfurt. Er heiratete 1962 und war zunächst Lehrer in Wasungen und von 1964 bis 1973 Lehrer und später Direktor an verschiedenen Schulen in Gera.
1972 wurde er Mitglied der SED und war von 1973 bis 1979 erster Stellvertreter des Geraer Stadtschulrates. Im November 1980 wurde er Mitglied des Sekretariats der SED-Kreisleitung und schloss sein Studium der Staats- und Rechtswissenschaften in Potsdam-Babelsberg und 1985 sein Studium an der Parteihochschule „Karl Marx“ als Diplom-Gesellschaftswissenschafter ab.
Horst Jäger wurde am 15. März 1988 von der Stadtverordnetenversammlung zum Oberbürgermeister gewählt. Im Dezember 1988 wurde, nach schwierigen Verhandlungen, zwischen Gera und Nürnberg die 39. deutsch-deutsche Städtepartnerschaft besiegelt, indem
der Nürnberger Oberbürgermeister Peter Schönlein und Horst Jäger das entsprechende Dokument unterzeichneten.
Nachdem sich im Sommer 1989 auch in Gera das politische Klima dramatisch verändert und im Herbst zu wachsenden Spannungen geführt hatte, nahm Horst Jäger auf Anraten kirchlicher Kreise und mit Unterstützung einzelner Personen der Bürgerbewegung im Oktober an Friedensgebeten in der Johanniskirche und den ersten Demonstrationen in Gera teil. Am 26. Oktober stellte er sich im ersten Rathausgespräch gemeinsam mit Ratsmitgliedern den Fragen von Bürgern, Kirche und Oppositionsgruppen. Den Einsatz von Kampfgruppen gegen die Demonstrationen lehnte er ab.
Er gestaltete den Übergang zu den demokratischen Kommunalwahlen am 6. Mai 1990 maßgeblich mit und wurde selbst in die Stadtverordnetenversammlung gewählt, verließ diese aber kurze Zeit später, um sich seiner beruflichen Tätigkeit zu widmen.